# ۴۰ زرافه
۴۰ زرافه یک ستاره است که در صورت فلکی زرافه قرار دارد.